# Géza Röhrig

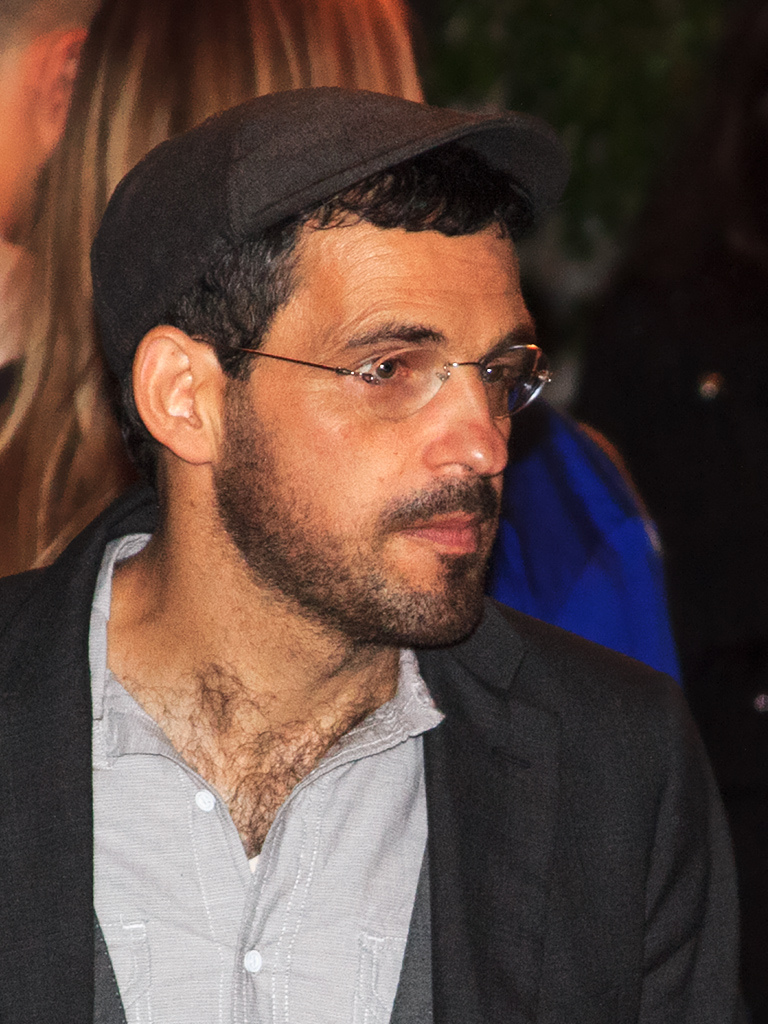
Géza Röhrig (2015)

Géza Röhrig (geboren 11. Mai 1967 in Budapest) ist ein ungarischer Schriftsteller und Filmschauspieler.

## Leben
Géza Röhrigs Vater starb, als er vier Jahre alt war. Er wuchs in einem Kinderheim auf und wurde mit 12 Jahren in eine befreundete jüdische Familie adoptiert. Er spielte in den 1980er Jahren in einer Punkband, die vom kommunistischen Regime verfolgt wurde. Er begann ein Studium der Literatur und Polonistik an der Loránd-Eötvös-Universität in Budapest. Er studierte bei István Szabó an der Budapester Theater- und Filmhochschule und machte ein Regiediplom. Röhrig wandte sich der jüdischen Religion zu und machte ab 2000 eine Lehrerausbildung am Jewish Theological Seminary in New York City.
Röhrig veröffentlichte mehrere Lyrikbände und einen Prosaband. Er spielte in wenigen kleineren ungarischen Filmproduktionen mit und erhielt 2015 für den Spielfilm Saul fia die Hauptrolle. Der Film wurde u. a. 2015 bei den 68. Internationalen Filmfestspielen von Cannes und 2016 bei der Oscarverleihung ausgezeichnet. Röhrig erhielt 2016 den ungarischen Kossuth-Preis für seine Darstellung in Saul fia.
Röhrig hat einen Sohn, er heiratete ein zweites Mal und wurde Vater von Zwillingen.

## Werke (Auswahl)
- Hamvasztókönyv. Budapest : Múlt és Jövő, 1995
  - Aschenbuch. Lithografien Christian Stötzner. Übersetzung Zsuzsa Erős, Andreas Koziol. Edition Fiebig, Berlin. 1999
- Fogság. Budapest : Széphalom, 1997
- Éj. Budapest : Széphalom, 1999
- A Rebbe tollatépett papagája – képzelt haszid történetek. Prosa. Budapest : Múlt és Jövő, 1999
- Törvény. Budapest : Múlt és Jövő, 2006
- Honvágy. Budapest : Múlt és Jövő, 2010

## Filmografie (Auswahl)
- 2015: Son of Saul (Saul fia)
- 2018: To Dust
- 2018: The Chaperone
- 2019: Muse
- 2019: Bad Art
- 2020: Resistance – Widerstand (Resistance)
- 2020: Undergods